# Mr. Bojangles (nummer)
Mr. Bojangles is een nummer van de Amerikaanse countrymuzikant Jerry Jeff Walker, dat in 1968 verscheen op zijn gelijknamige album. Het nummer verkreeg bekendheid door de cover van The Nitty Gritty Dirt Band, die het in 1970 uitbrachten als de tweede single van hun album Uncle Charlie & His Dog Teddy. In 1971 en 1972 is het nummer uitgebracht door respectievelijk Nina Simone en Sammy Davis jr. In 2001 bracht de Britse zanger Robbie Williams het nummer uit op zijn album Swing when you're winning en een jaar later kwam het uit als de tweede single van dit album.

## Achtergrond
Jerry Jeff Walker schreef Mr. Bojangles in 1968 voor zijn eigen album. In een interview vertelde hij dat hij geïnspireerd was om het nummer te schrijven na een ontmoeting met een straatartiest in een gevangenis in New Orleans. In 1965 zat Walker in de gevangenis vanwege openbare dronkenschap en ontmoette hij een dakloze man die zichzelf Mr. Bojangles noemde, een bijnaam die vooral wordt geassocieerd met danser Bill Robinson, om zijn ware identiteit te verbergen voor de politie. Deze man was gearresteerd als onderdeel van een politiecontrole, vooral gericht op arme mensen, naar aanleiding van een grote moordzaak. De mannen praatten over allerlei zaken, maar toen Mr. Bojangles een verhaal over zijn hond vertelde, werd de sfeer in de cel donker. Een andere gevangene vroeg om iets om de stemming te verlichten en Mr. Bojangles voerde een tapdans op.
Mr. Bojangles werd voor het eerst opgenomen door Allen Wayne Damron, een goede vriend van Walker, tijdens een liveoptreden in een club in Austin in 1967. Walker nam op 7 juni 1968 zijn eigen versie van het nummer op. Dertien dagen later verscheen deze versie als single en bereikte het de 77e plaats in de Amerikaanse Billboard Hot 100. Later dat jaar nam hij ook een versie zonder strijkers op, die werd uitgebracht op 25 september 1968.
In 1970 maakte de Amerikaanse countryband The Nitty Gritty Dirt Band een cover van Mr. Bojangles, dat verscheen op hun album Uncle Charlie & his dog Teddy. Deze versie werd uitgebracht op single, die oorspronkelijk begon met een interview met Uncle Charlie, een familielid van de vrouw van producer William E. McEuen. Toen de single populair werd in de hitlijsten, werd er op nieuwe persingen een versie van het nummer zonder dit interview op de B-kant van de single geplaatst. Het grootste deel van deze versie werd ingezongen door gitarist Jeff Hanna met bandgenoot Jimmy Ibbotson als achtergrondzanger, maar in het laatste couplet wisselden deze twee van rol. De single bereikte de 9e plaats in de Billboard Hot 100 en werd ook een internationale hit. In Nederland kwam het nummer tot de 28e en 23e plaats in respectievelijk de Top 40 en de Hilversum 3 Top 30. In 2015 werd een versie van de Nitty Gritty Dirt Band in samenwerking met Walker uitgebracht op hun livealbum Circlin' back.
In de loop der tijd is Mr. Bojangles door veel artiesten gecoverd. Een bekende versie is afkomstig van Nina Simone, die in 1971 met haar versie in Nederland een 14e plaats in de Tipparade behaalde. Sammy Davis jr. nam het nummer in 1972 op voor zijn album Portrait of Sammy Davis Jr. Hiernaast verscheen het als B-kant van zijn single The people tree. Desondanks werd het bekender dan de A-kant en staat het in Nederland vrijwel ieder jaar in de Radio 2 Top 2000. In 2001 nam Robbie Williams het nummer op voor zijn swingalbum Swing when you're winning, dat in maart 2002 als dubbele A-kant met I will talk and Hollywood will listen als single verscheen. Deze single bereikte nergens hoge posities, maar beide nummers werden wel radiohits in Centraal- en Oost-Europa.
Andere artiesten die Mr. Bojangles hebben gecoverd zijn onder anderen Chet Atkins, Hugues Aufray (in het Frans), Harry Belafonte, George Burns, J.J. Cale, Edwyn Collins, Jamie Cullum, King Curtis, John Denver, Neil Diamond, Bob Dylan, Bobbie Gentry, Tom T. Hall, John Holt, Whitney Houston, Rita Hovink, Frankie Laine, Lulu, Rod McKuen, Don McLean, Bebe Neuwirth, Harry Nilsson, Esther Phillips, Helge Schneider, Radka Toneff, Lee Towers, Jan Versteegh en Bradley Walsh. Daarnaast verwijst componist Philip Glass naar het nummer in zijn opera Einstein on the beach, zingt Jim Carrey het nummer in zijn eerste film Copper mountain en wordt het gezongen door Homer Simpson in de aflevering Milhouse doesn't live here anymore van The Simpsons.

## Hitnoteringen

### The Nitty Gritty Dirt Band

#### Nederlandse Top 40
| Hitnotering: 16-01-1971 t/m 30-01-1971 | Hitnotering: 16-01-1971 t/m 30-01-1971 | Hitnotering: 16-01-1971 t/m 30-01-1971 | Hitnotering: 16-01-1971 t/m 30-01-1971 | Hitnotering: 16-01-1971 t/m 30-01-1971 |
| Week                                   | 1                                      | 2                                      | 3                                      |                                        |
| -------------------------------------- | -------------------------------------- | -------------------------------------- | -------------------------------------- | -------------------------------------- |
| Nummer                                 | 35                                     | 29                                     | 28                                     | uit                                    |

#### Hilversum 3 Top 30
| Hitnotering: 23-01-1971 t/m 30-01-1971 | Hitnotering: 23-01-1971 t/m 30-01-1971 | Hitnotering: 23-01-1971 t/m 30-01-1971 | Hitnotering: 23-01-1971 t/m 30-01-1971 |
| Week                                   | 1                                      | 2                                      |                                        |
| -------------------------------------- | -------------------------------------- | -------------------------------------- | -------------------------------------- |
| Nummer                                 | 25                                     | 23                                     | uit                                    |

#### NPO Radio 2 Top 2000
| Nummer met noteringen in de NPO Radio 2 Top 2000 | '99  | '00  | '01-'02 | '03  |
| ------------------------------------------------ | ---- | ---- | ------- | ---- |
| Mr. Bojangles                                    | 1122 | 1514 | -       | 1834 |

1. ↑  Een '-' betekent dat het nummer niet was genoteerd en een vetgedrukt getal geeft de hoogste notering aan.
2. ↑  Deze tabel is bijgewerkt tot en met de laatste editie (2024).

### Sammy Davis jr.

#### NPO Radio 2 Top 2000
| Nummer met noteringen in de NPO Radio 2 Top 2000 | '99  | '00-'03 | '04  | '05  | '06  | '07  | '08  | '09  | '10  | '11 | '12 | '13 | '14  | '15  | '16  | '17  | '18  | '19  | '20  | '21  | '22  |
| ------------------------------------------------ | ---- | ------- | ---- | ---- | ---- | ---- | ---- | ---- | ---- | --- | --- | --- | ---- | ---- | ---- | ---- | ---- | ---- | ---- | ---- | ---- |
| Mr. Bojangles                                    | 1696 | -       | 1209 | 1235 | 1107 | 1428 | 1483 | 1093 | 1007 | 728 | 972 | 978 | 1016 | 1217 | 1337 | 1284 | 1472 | 1670 | 1512 | 1648 | 1966 |

1. ↑  Een '-' betekent dat het nummer niet was genoteerd en een vetgedrukt getal geeft de hoogste notering aan.
2. ↑  Deze tabel is bijgewerkt tot en met de laatste editie (2024).

### Robbie Williams

#### Mega Top 100
| Hitnotering: 23-03-2002 t/m 20-04-2002 | Hitnotering: 23-03-2002 t/m 20-04-2002 | Hitnotering: 23-03-2002 t/m 20-04-2002 | Hitnotering: 23-03-2002 t/m 20-04-2002 | Hitnotering: 23-03-2002 t/m 20-04-2002 | Hitnotering: 23-03-2002 t/m 20-04-2002 | Hitnotering: 23-03-2002 t/m 20-04-2002 |
| Week                                   | 1                                      | 2                                      | 3                                      | 4                                      | 5                                      |                                        |
| -------------------------------------- | -------------------------------------- | -------------------------------------- | -------------------------------------- | -------------------------------------- | -------------------------------------- | -------------------------------------- |
| Nummer                                 | 87                                     | 66                                     | 69                                     | 75                                     | 88                                     | uit                                    |

#### NPO Radio 2 Top 2000
| Nummer met noteringen in de NPO Radio 2 Top 2000 | '18 | '19 | '20 | '21 | '22 | '23  | '24  |
| ------------------------------------------------ | --- | --- | --- | --- | --- | ---- | ---- |
| Mr. Bojangles                                    | 853 | 862 | 803 | 885 | 984 | 1038 | 1186 |

1. ↑  Een vetgedrukt getal geeft de hoogste notering aan.
2. ↑  2018 was het eerste jaar met een notering voor dit nummer.